# 彭旭維
彭旭維（1987年01月10日—）台灣演員、中國網紅，真理大學國際貿易系畢業。2003年被廣告公司在捷運站時挖掘，拍攝遠傳電信、立頓奶茶等廣告接觸演藝圈，爾後參與電視節目-我猜我猜我猜猜猜〈夢幻美形男〉後簽約出道，2005年參與誠品商場代言人大賽，獲《最佳人氣獎》。並於2007年參與偶像劇《黑糖瑪奇朵》，同年獲選為Yahoo2007年度十大型男排行榜第六名。2008年參與大學生了沒《超優系草聯誼》單元後轉作文字工作者；電台娛樂記者、雜誌編輯、時尚品牌行銷公關等。
2015年因 康熙來了 《無名帥哥禁得起時間的考驗嗎？！》單元，因外型並無太大差異，故受經紀公司相中重回演藝圈。2016年參與中日電影《恐怖中身》並與AKB48藤江麗奈出席電影發佈會  。
參與「美在兩岸·2019青年網絡視聽作品創作大賽」，326個參賽優秀作品中脫穎而出進入前30強作品「願望直播間」的演出，將公益關懷、文化、旅遊及各類產業，透過影視作品讓更多人看見。

## 影視作品

### 電影
| 年份 | 導演     | 作品           | 角色   | 合作演員                                 |
| 2013 | 楊貽勛   | 在黎明之前降落 | 彭旭東 | 邱志宇                                   |
| 2014 | 黃庭瑀   | 樂透           | Ryan   | 邱博晟                                   |
| 2016 | 宮本正美 | 恐怖的中身     | 警察   | 藤江麗奈、劉尚謙、杜季祥、宋亞倫、安于晴 |

### 微電影
| 年份 | 導演   | 播出頻道 | 作品                                |
| 2017 |        | 網路     | 幸運的蝴蝶蘭 （页面存档备份，存于） |
| 2019 | 萬家睿 |          | 願望直播間                          |

### 電視劇
| 年份 | 導演                   | 播出頻道               | 作品       | 角色 | 合作演員                               |
| 2006 | 蔡岳勳                 | 中國電視公司           | 白色巨塔   | 客串 | 言承旭、廖語晴                         |
| 2007 | 連書賢、王明台、陳奕先 | 民視無線台、衛視中文台 | 黑糖瑪奇朵 | 旭風 | 莊濠全、邱勝翊、蔡玓彤、吳映潔、詹子晴 |

### 網路劇
| 年份 | 導演         | 播出頻道 | 作品                                              | 角色   | 合作演員       |
| 2016 | 張恩嬅 Katia | 網路     | 真實劇場－賊喊抓賊 （页面存档备份，存于）         | 男主角 | 張恩嬅         |
| 2016 | 焦喆英       | 優酷     | 絕命直播間《美人清除計畫》 （页面存档备份，存于） | 客串   | 翁滋蔓、謝坤達 |

### 綜藝節目
| 年份 | 播出頻道           | 節目                                                                 |
| 2007 | 中國電視公司       | 我猜我猜我猜猜猜-夢幻美形男 單元                                     |
| 2008 | 中天電視           | 大學生了沒 - 超優系草來聯誼                                          |
| 2011 | MTV Taiwan         | 我愛偶像 Idols of Asia                                               |
| 2011 | Channel V 臺灣頻道 | 校園SUPERMAN                                                         |
| 2015 | 中天電視           | 康熙來了 - 無名帥哥禁得起時間的考驗嗎？！ （页面存档备份，存于）單元 |

## 廣告

### 電視廣告
| 年份 | 播出頻道   | 作品                                       |
| 2003 | 電視、通路 | 立頓奶茶                                   |
|      |            | 台北縣政府形象廣告                         |
|      | 電視、通路 | 維他露P汽水                                |
|      | 電視、通路 | LOTTE 口香糖                               |
| 2011 | 電視、通路 | 麥當勞-勁辣雞腿堡篇 （页面存档备份，存于） |
|      |            | 疾病防疫局公益廣告                         |
| 2017 | 電視、通路 | 心動一瞬 艾杜紗 （页面存档备份，存于）     |
| 2018 | 電視、通路 | 心動一瞬 艾杜紗 - 最真實的你               |

### 平面廣告
| 年份 | 作品                                    |
|      | 武昌誠品                                |
|      | 美樂啤酒包裝廣告                        |
| 2013 | 推守文化-翻譯小說《不能說的病例書》封面 |
|      | 伊太郎日式料理浴衣宣傳                  |
| 2016 | 中佑國際 寶佑本舖 《寶佑餅》            |
| 2018 | BIS in DEI 膠囊眼鏡 秋冬形象廣告        |

### 網路廣告
| 年份 | 作品                              |
| 2014 | JPShow x Hometown 服裝形象影片    |
| 2015 | MERCI 進口服飾網站-男性服裝模特兒 |
| 2017 | FunNow-你的都會享樂APP            |
| 2020 | Flexin Taiwan 男士香氛噴霧        |
| 2020 | BLACKMonster All-IN-ONE 洗臉乳    |
| 2020 | BLACKMonster 清爽控油噴霧         |

## 雜誌平面
| 雜誌                  | 期別 | 作品                |
| VM 質男幫男性時尚雜誌 | 44   | 保養及香水單元主圖  |
| VM 質男幫男性時尚雜誌 | 45   | 完美型男的城市遊走  |
| Character 皖美誌      | 4    | 小琉球婚紗-主題拍攝 |
| TVBS周刊              | 2011 | 髮型誌              |

## 外部連結
- 彭旭維Facebook粉絲團
- 彭旭維新浪微博 （页面存档备份，存于）
- 彭旭維Instagram
- 環宇電台記者彭旭維報導 （页面存档备份，存于）
- 崴宇國際多媒體有限公司 （页面存档备份，存于）